# Sybra nitida
Sybra nitida es una especie de escarabajo del género Sybra, familia Cerambycidae. Fue descrita científicamente por Breuning en 1940.
Habita en Indonesia. Esta especie mide 10-12 mm.